# تمارين أثقال
تمارين الأثقال أو التدريب بالأثقال أو تدريبات الأثقال هي إحدى أنواع التدريبات البدنية، وتعتمد على الأوزان الحديدية التي تحمل بأحد أعضاء الجسم وبتكرارات ووضعيات معينة لمنح العضلات القوة واللياقة اللازمتين لأداء الحركة.

## البطن
1- الجلوس على الأرض مع ثني الركبتين بزاوية 45 وتشبيك اليدين خلف الرأس، ثم الاستلقاء على الظهر حتى يلامس الأرض ثم العودة إلى وضعية البداية

## العضلة ثلاثية الرؤوس

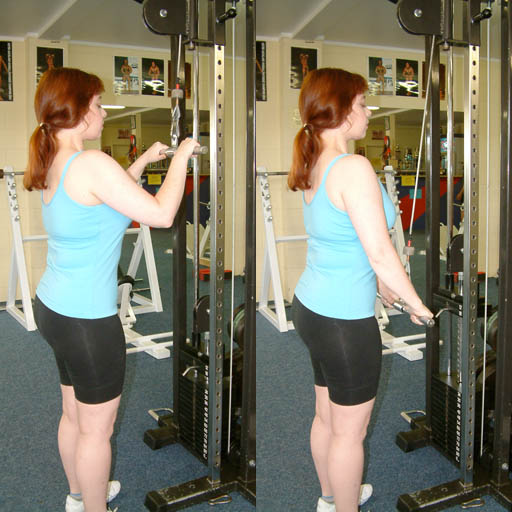
الضغط لأسفل

1-الضغط لأسفل: الوقوف على جهاز الكابل وثنى ومد مفصل المرفق حتى الصدر، مع مراعاة ثبات العضدين بجانبى الجذع

## عضلة الصدر

الضغط على الأرض

1- الضغط على الأرض : يكون بتوجيه الوجه إلى أسفل في مواجهة الأرض وتثبيت الكفين على الأرض في محاذاة الكتفين، ولمس أصابع القدم فقط للأرض، ثم فرد الذراعين لحمل الجزء العلوي من الجسم بعيداً عن الأرض ثم الانخفاض مرة أخرى للعودة إلى الوضع الأصلي.